# La Sainte Famille (Costa)
'La Nativité', est un tableau de Lorenzo Costa réalisé vers 1490. Cette huile sur bois est conservée au musée des Beaux-Arts de Lyon.

## Description
De style renaissance, ce tableau rectangulaire en longueur présente, dans une étable sombre, Joseph à gauche et Marie à droite, tous deux auréolés, en train de se recueillir devant l'enfant Jésus, lequel est nu, allongé sur un linge blanc lui-même posé sur des branchages, autant de symboles de sa future passion. Très colorés, les vêtements des personnages présentent de nombreux plis. Une ouverture de l'étable permet de voir un paysage commençant par des arbres, puis une importante construction sur la gauche, et finit par une étendue d'eau avec des maisons sur le rivage et le début d'une falaise sur la droite ; un cortège avec un cavalier s'avance sur le chemin.

## Histoire
Le tableau est la propriété du musée depuis 1892 et a été restauré en 1967.